# CD Fátima
CD Fátima, właśc. Centro Desportivo de Fátima – portugalski klub piłkarski z siedzibą w Fatimie.

## Historia
Klub został założony w 1966. W swojej historii rozegrał trzy sezony na poziomie drugiej ligi (w latach 2007–2008 oraz 2009–2011).

## Reprezentanci kraju grający w klubie
stan na listopad 2023
|  | - Marco Airosa - Evandro Brandão - Edu Castigo - Érico Castro - Vítor Covilhã - Devigor - Luisinho - Renato Margaça - Serge Angoué - Mamadi Baldé |  | - Adilson Cassamá - Dino Cassama - Rui Dabó - Dionísio Fernandes - Nené - Leocísio Sami - Igor Sani - Mustafá Silla - Emílio da Silva - Carlinhos Leonel |  | - André Bernardes Santos - William Carvalho - Mário Rui - Nélson Semedo - Nivaldo Alves - Leandro Andrade - Edson Cruz - Pedro Moreira - Paulo Pina - Héldon Ramos |